# Estadio Nacional de Dublín
El Estadio Nacional (en irlandés: An Staidiam Náisiúnta; en inglés: National Stadium, o el Estadio Nacional de Boxeo) se encuentra en la ciudad de Dublín, y se trata de uno de los lugares más conocidos para la práctica del boxeo en Irlanda. El Estadio Nacional fue el primer edificio construido para el boxeo en el mundo y fue inaugurado por Frank Aiken en 1939. El estadio es propiedad de la Asociación de Boxeo Amateur de Irlanda (JIA) y se ha utilizado por más de 60 años como el lugar de celebración de sus competencias nacionales e internacionales. Históricamente, el estadio fue utilizado como sala de conciertos para grupos o músicos como Horslips, Genesis, Led Zeppelin, Thin Lizzy,: 306  U2 o Van Morrison.